# Piippola
Piippola est une ancienne municipalité du centre-ouest de la Finlande, dans la province d'Oulu et la région d'Ostrobotnie du Nord. Elle a été fusionnée au 1er janvier 2009 dans la nouvelle municipalité de Siikalatva, avec ses voisines Pulkkila, Kestilä et Rantsila.
Située dans les plaines ostrobotniennes, elle présentait des caractéristiques similaires au communes voisines. En dehors du petit village centre et de ses environs immédiats la densité de population y est faible, la forêt et les marais occupant la quasi-totalité de l'espace. Le défrichage des forêts pour cultiver des champs n'a été ici que très limité, la population de la commune n'ayant jamais excédé 2 200 âmes (au début du XXe siècle). La nationale 4 (E75), le grand axe nord-sud du pays, passe à 9 km du principal village.
Aujourd'hui, en dehors du bois, l'économie est peu diversifiée et le taux de chômage de plus de 15 % contribue au départ d'une vingtaine d'habitants chaque année.
Sa principale particularité était d'abriter le "centre géographique de la Finlande", du moins celui défini par le magazine Suomen Kuvalehti en 1958.
C'est la commune de naissance de l'écrivain Pentti Haanpää.
Elle était au moment de sa fusion bordée par les municipalités de Kärsämäki au sud, Haapavesi à l'ouest, Pulkkila au nord, Kestilä au nord-est et Pyhäntä au sud-est.